# Zweite Schlacht von Rivas

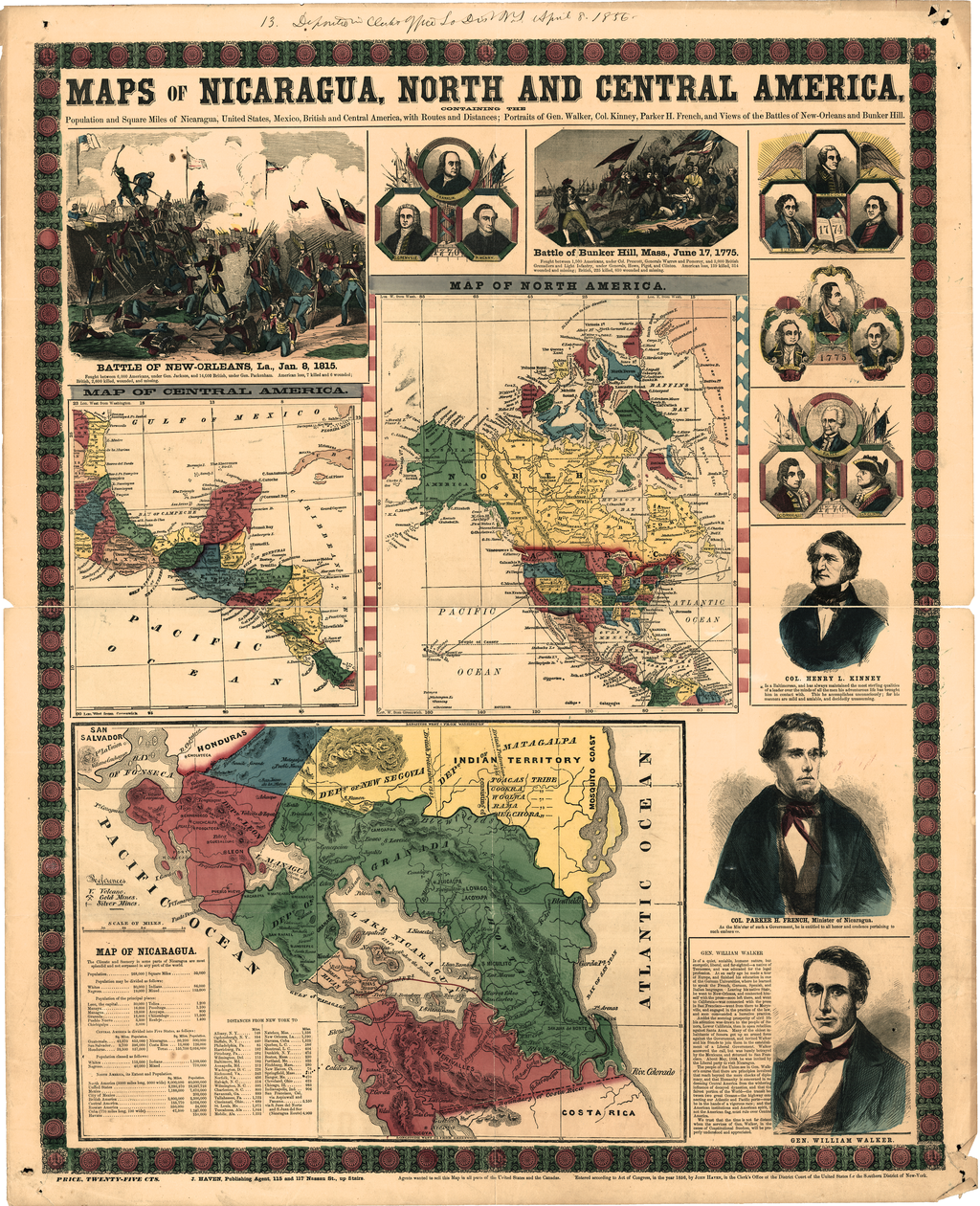
Maps of Nicaragua, North and Central America-Population and Square Miles of Nicaragua, United States, Mexico, British and Central America, with Routes and Distances; Portraits of General Walker, WDL152

Die Zweite Schlacht von Rivas fand am 11. April 1856 in Rivas/Nicaragua zwischen dem Söldnerheer William Walkers und costa-ricanischen Truppen statt. Zwar konnten die Costa-Ricaner unter hohen eigenen Verlusten Walkers Truppe zum Abzug zwingen, jedoch diesen taktischen Erfolg aufgrund des Ausbruchs der Cholera strategisch nicht ausnutzen. Durch die Seuche zum Rückzug gezwungen, schleppten die heimkehrenden Truppen die Cholera in Costa Rica ein, an der rund 8 % der Bevölkerung starben.

## Strategische Ausgangssituation

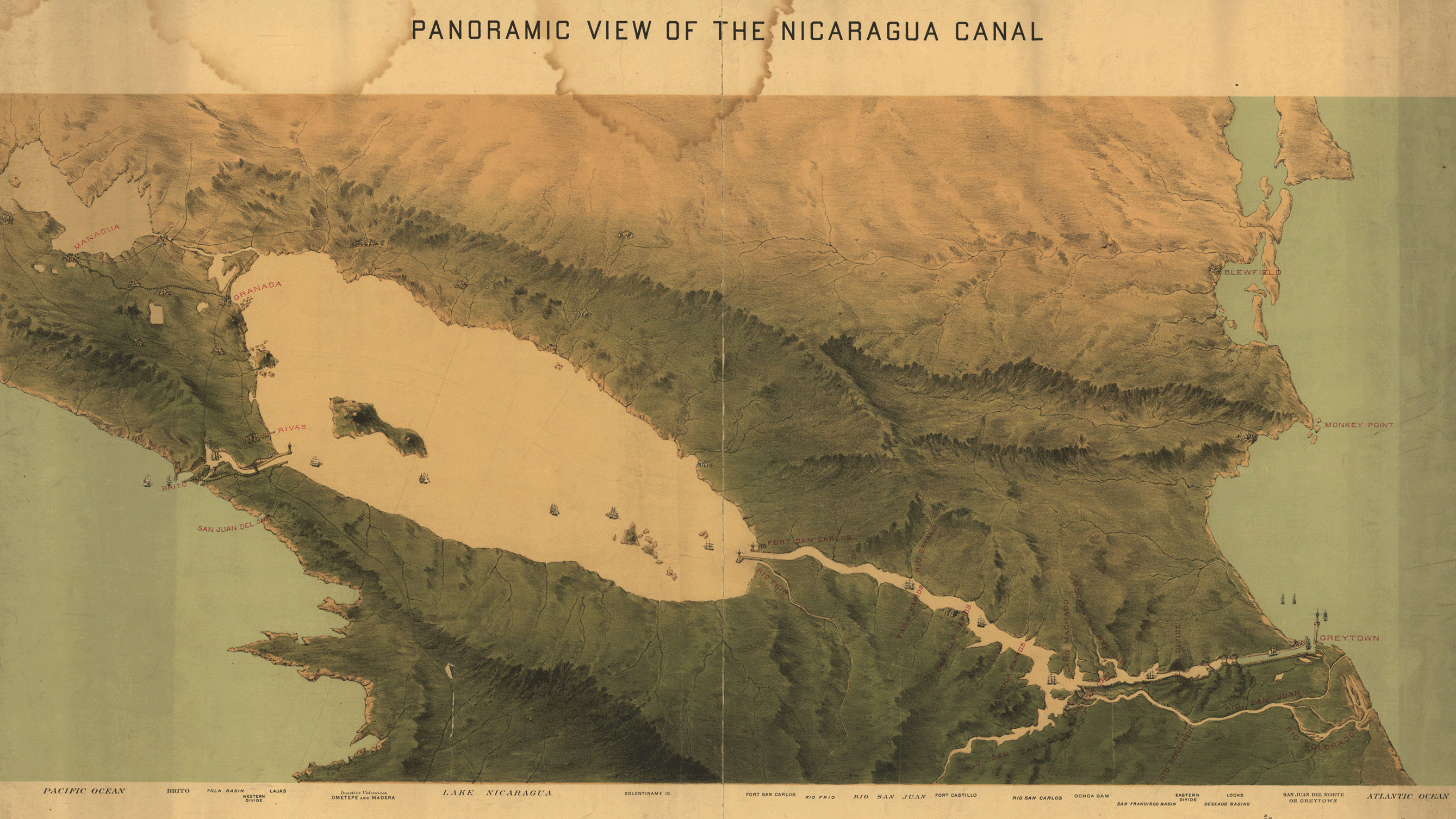
1870 Nicaragua Canal Map

Rivas liegt auf dem rund 30 km breiten Landstreifen zwischen der Pazifikküste und dem Nicaraguasee (Lago Cocibolca), der schmalsten Landenge des Kontinents. Über die Landenge führte zwischen La Virgen am Nicaraguasee und dem Pazifikhafen San Juan del Sur die Transitroute der Vanderbiltschen Transportgesellschaft Accessory Transit Company (ATC). Die ATC transportierte aus den östlichen und mittleren USA europäische und US-amerikanische Auswanderer auf dem Seeweg nach Greytown (San Juan del Norte), von wo sie mit Raddampfern über den Río San Juan und den Nicaraguasee nach La Virgin reisten. Von dort aus überquerten die Reisenden per Ochsenwagen (carreta) die Landenge nach San Juan del Sur, wo sie sich wieder einschifften und nach Kalifornien weiterreisten. Diese Reiseroute war deutlich kürzer als die Panamaroute (Eisenbahnlinie Aspinwall – Panama-Stadt) und erheblich unkomplizierter als eine Überlandreise vom Mississippi nach Kalifornien. Die Transitroute war für Walkers Regime in Nicaragua überlebenswichtig, da hauptsächlich von New Orleans via Greytown neue Söldner sowie Waffen und Versorgungsgüter aller Art in das nicaraguanische Inland nach Granada transportiert wurden.
Nach der verlorenen Schlacht von Santa Rosa in Costa Rica am 20. März 1856 waren Walkers Söldner geflohen und hatten auch die Stellung in Rivas geräumt, wo sich Walkers Hauptquartier befunden hatte, um die Invasion Costa Ricas vorzubereiten. Das nachrückende costa-ricanische Heer überschritt am 5. April 1856 bei Peñas Blancas die Grenze zu Nicaragua und teilte sich anschließend in drei Kolonnen auf:
1. Die Hauptstreitmacht unter dem Oberbefehlshaber, Staatspräsident Juan Rafael Mora Porras, in Stärke von 1800 Mann mit dem Ziel Rivas,
2. eine Kolonne von 300 Mann mit dem Ziel La Virgin am Nicaraguasee,
3. eine Kolonne von 300 Mann mit dem Ziel San Juan del Sur an der Pazifikküste.[1]

Während San Juan del Sur ohne Widerstand besetzt wurde, kam es in La Virgin zu einem Scharmützel; die Pier für die Raddampfer der Transitkompanie wurde abgebrannt und einige Angestellte der Transitkompanie erschossen. Rivas wurde kampflos eingenommen, da Walker sich bereits in Granada aufhielt und seine Truppen reorganisierte, während seine nicaraguanischen Verbündeten Rivas beim Annähern der Costa-Ricaner räumten; einige Offiziere waren allerdings zur costa-ricanischen Seite übergelaufen.
Walker plante von Granada aus die handstreichartige Rückeroberung von Rivas, da seine Truppen den costa-ricanischen personell stark unterlegen waren.

## Die Schlacht

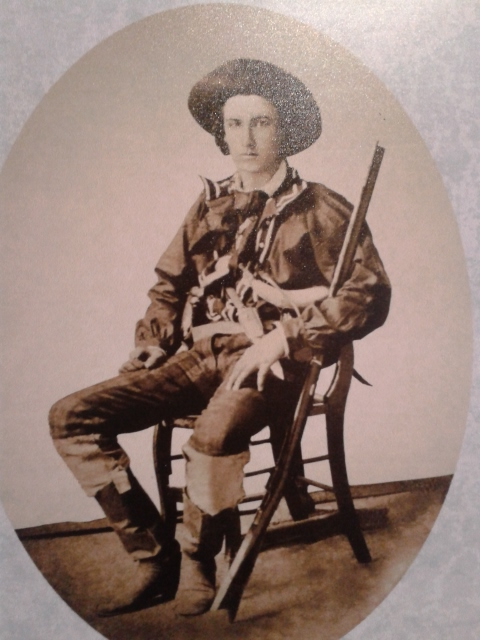
Filibustero (1856)

Walker marschierte am 9. April 1856 mit lediglich 550 Mann aus Granada ab, da die deutsche und die französische Kompanie aufgrund der Sprachschwierigkeiten der Söldner untereinander, die unter anderem zu dem Desaster von Santa Rosa geführt hatten, aufgelöst worden waren und nur noch englischsprachige Söldner wie US-Amerikaner und Iren im nicaraguanischen Dienst verblieben. Walkers Truppe übernachtete bei Ochomogo und am Rio Gíl Gonzáles und traf am 11. April gegen 8:00 Uhr in den Außenbezirken von Rivas ein. Nach Walkers Informationen besaßen die Costa-Ricaner ein Arsenal oder Pulvermagazin in der Nähe der Plaza. Offenbar hatte Mora nicht mit einem Angriff der Söldner gerechnet, da in der gesamten Literatur keinerlei Vorposten oder Wachen zur unmittelbaren Außensicherung von Rivas erwähnt werden.
Um das Arsenal einzunehmen, führte Walker einen Zangenangriff von Norden und Süden mit folgenden Kolonnen durch:
1. Eine Kolonne unter Oberstleutnant Sanders mit vier Schützen-Kompanien,
2. eine Kolonne unter Major Brewster mit drei Schützen-Kompanien,
3. eine Kolonne unter Oberst Bruno von Natzmer in unbekannter Stärke,
4. eine Kolonne unter Major O’Neal in unbekannter Stärke,
5. eine Kolonne mit verbündeten Nicaraguanern unter der Führung des kubanischen Oberst José María Machado.

Oberst Fry bildete mit mindestens zwei Kompanien leichter Infanterie die Reserve. Eine kleine Kavallerieabteilung unter Hauptmann Waters kämpfte nur abgesessen.
Walkers Überraschungsangriff gelang nur in der Anfangsphase der Schlacht. Moras Truppen organisierten sich zügig und leisteten heftigen Widerstand. Walker erwähnt explizit einige deutsche und französische Scharfschützen, die von einem Turm aus die Schützen von Major Brewster unter Feuer nahmen. Der Widerstand der personell weit überlegenen Costa-Ricaner demoralisierte die Söldner, die damit rechnen mussten, dass es Tage dauern würde, bis der Gegner aus seinen Verschanzungen in den Häusern vertrieben werden könnte. Als der nicaraguanische Führer Oberst Machado fiel, sank die Moral der Nicaraguaner, die daraufhin am weiteren Verlauf der Schlacht praktisch nicht mehr teilnahmen.
Durch das Anzünden einiger Häuser, die von Walkers Truppen besetzt waren, sah sich der Filibuster bei Einbruch der Nacht zum Rückzug gezwungen. Schwerstverwundete wurden in einer Kirche neben dem Altar niedergelegt, die übrigen Verwundeten auf Reittieren mitgenommen. Major Brewster deckte mit der Nachhut den Rückzug, der relativ geräuschlos verlief. Walkers Bruder, Hauptmann Norvell Walker, hatte den Abmarsch der Filibuster in einem Kirchturm verschlafen. Da die völlig erschöpften Costa-Ricaner den Abzug der Söldner noch nicht bemerkt hatten, gelang ihm der Durchbruch zur abziehenden Truppe. Die Söldner und ihre nicaraguanischen Verbündeten zogen sich über Nandaime nach Granada zurück. Die in der Kirche zurückgelassenen Schwerstverwundeten wurden von den Costa-Ricanern mit Bajonetten niedergemacht.

## Folgen. Die Cholera in Costa Rica
Die Streitkräfte beider Seiten erlitten folgende Verluste:
Auf costa-ricanischer Seite:

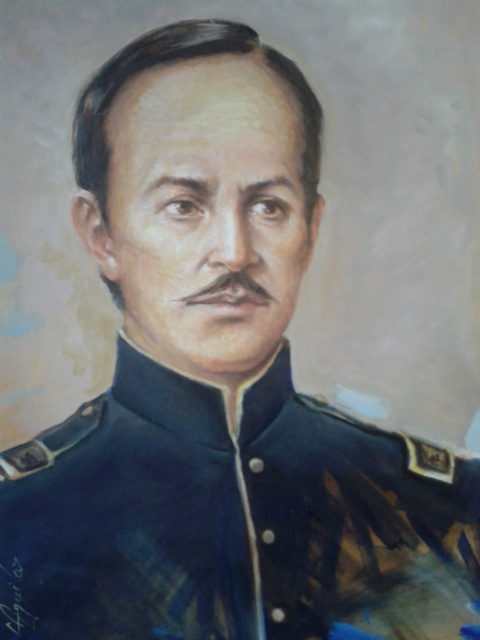
José Manuel Quirós y Blanco

- Gefallen: 123, davon elf Offiziere, unter anderem General José Manuel Quirós y Blanco
- Verwundet: 140
- An der Cholera verstorben: 229.[8]

Auf Walkers Seite:
- Gefallen: 58
- Verwundet: 62
- Vermisst: 13.[9]

In Walkers Truppe waren überproportional Offiziere gefallen, so die Hauptleute Huston, Clinton, Horrell und Linton sowie die Leutnants Morgan, Stoll, Gay, Doyle, Gillies und Winters.
Aufgrund der schweren Verluste und des Ausbruchs der Cholera und der dadurch ausgelösten Panik war der geplante Weitermarsch des costa-ricanischen Expeditionsheeres nach Granada zum Sturz von Walkers Regime illusorisch geworden. Am 26. April 1856 traten Mora und der Generalstab den Rückzug aus Rivas an. Moras Schwager, General José María Cañas, verblieb vor Ort, um den Rückzug der Truppen zu organisieren. Zwar hatte Karl (Carlos) Hoffmann, der Chirurg der costa-ricanischen Truppen, die Krankheit aufgrund seiner Erfahrungen in Deutschland richtig identifiziert, ging jedoch von dem heißen Tropenklima der Pazifikküste als Verursacher aus und befürwortete daher eine Heimkehr des Heeres in das kühlere costa-ricanische Hochland.
Die Strapazen des Rückzugs verglich der guatemaltekische Historiker Soto V. mit dem Rückmarsch der Grande Armée Napoleon Bonapartes aus Russland mit dem Unterschied, dass die Costa-Ricaner eine tödliche Seuche ins Heimatland einschleppten. An der Cholera starben insgesamt 491 Angehörige des 5.000–7.000 Mann umfassenden Expeditionsheeres. In Costa Rica starben bei einer Gesamtbevölkerung von seinerzeit rund 112.000 Einwohnern 8.607 Personen. Die niedrigste Mortalitätsrate lag mit 3,5 % in der Provinz Guanacaste und die höchste mit 12,3 % in der Provinz Cartago; der Landesdurchschnitt betrug 8,2 %.

## Der costa-ricanische Nationalheld Juan Santamaría
Der costa-ricanische Nationalheld Juan Santamaría, der durch das Anzünden des so genannten Mesón de Guerra (Wohnhaus der Familie Guerra) während der Schlacht die Söldner zum Abzug gezwungen haben soll, wird bei Walker 1860 nicht erwähnt. Walker berichtet lediglich, dass von den Costa-Ricanern am Nachmittag des 11. April 1856 einige Häuser, die von den Filibustern gehalten wurden, in Brand gesetzt wurden. Auch Soto V. konstatierte 1957, dass nicht ein einziger zeitgenössischer Bericht Juan Santamaría auch nur erwähnt, geschweige das die Tat eines Einzelnen den Ausgang der Schlacht beeinflusst hätte.